# Léna–Angara-fennsík
A Léna–Angara-fennsík (oroszul Лено-Ангарское плато [Léno-Angarszkoje plato]) tájegység Oroszországban, Észak-Ázsiában, a Közép-szibériai-fennsík része. Közigazgatásilag az Irkutszki területhez tartozik.

## Elhelyezkedése
Az Irkutszki terület déli részén, az Angara és a Kirenga (a Léna jobb oldali mellékfolyója) közti területen helyezkedik el. Északon, északnyugaton az Angara-hegyvonulat határolja; délkelet felé a Bajkál-mélyedés választja el a Bajkál-hegységtől. 

## Jellemzői
Hossza mintegy 600 km, legnagyobb szélessége 380 km. Átlagos magassága 700–900 m, legmagasabb pontja 1464 m (a Lénától keletre). A déli része magasabb, délről észak felé magassága 1100 m-ről 500 m-ig csökken. Itt húzódik a Léna felső szakasza és az Angara közti meridionális irányú vízválasztó gerinc.  
Óidő eleji kőzetek, főként mészkő, homokkő építik fel. 200–600 m mély folyóvölgyei erősen felszabdalták, hegytetői laposak. Felszínét karsztos formák, barlangok teszik élénkebbé. A lejtőket luc-, erdei-, cirbolya- és vörösfenyőből álló tajga borítja.
Ásványi kincsei közül legjelentősebb a vasérc, legnagyobb készletei az Angara–Ilim vasércmedencében, az Ilim folyó völgyében találhatók. Gipszből és  kősóból is nagy tartalékokkal rendelkezik.